# Hymenoscyphus tubus
Hymenoscyphus tubus är en svampart som först beskrevs av James Bolton, och fick sitt nu gällande namn av William Phillips 1887. Hymenoscyphus tubus ingår i släktet Hymenoscyphus och familjen Helotiaceae.   Inga underarter finns listade i Catalogue of Life.